# 鉄くず拾いの物語
『鉄くず拾いの物語』（てつくずひろいのものがたり、Epizoda u životu berača željeza）は、2013年のボスニア・ヘルツェゴビナ・フランス・スロベニア合作のドラマ映画。ダニス・タノヴィッチ監督・脚本。ボスニア・ヘルツェゴヴィナに住むロマ民族の女性が、保険証を持っていないために手術が受けられなかったという実際の事件をもとにした作品であり、その当事者たちが本人の役で出演している。
第63回ベルリン国際映画祭のコンペティション部門でプレミア上映され、審査員グランプリを獲得し、また主演のナジフ・ムジチが、本作出演まで演技の経験が全くなかったにもかかわらず、男優賞を受賞した。第38回トロント国際映画祭ではコンテンポラリー・ワールド・シネマ部門で上映された。第86回アカデミー賞の外国語映画賞にはボスニア代表作として出品され、最終選考まで選出された。。

## キャスト
- ナジフ - ナジフ・ムジチ： 鉄くず拾いの男。妻と2人の娘と暮らす。
- セナダ - セナダ・アリマノヴィッチ： ナジフの妻。3人目を妊娠中。

## その後
主演のナジフは帰国後、再び鉄くず拾いの職に戻ったものの、映画成功により仲間から疎外され、更には怪我によって仕事を手放した。2014年にはドイツへの亡命を試み、「ボスニアは私を裏切った。戻るくらいなら、首をつったほうがまし」と語っていた。生活は困窮を極め、映画祭で獲得した銀熊賞のトロフィーも4000ユーロ(53万円相当)で売却し、そのお金で2018年の1月に再びベルリンに渡った。同年2月15日から開催される第68回ベルリン映画祭で家族の窮状を訴えるためだったが、ドイツへ難民申請をした際の罰金支払い義務により、映画祭の開幕前に帰国を余儀なくされた。そして、2月18日にナジフは亡くなっている。